# Céramique Kyō
La céramique Kyō (京焼, Kyō-yaki) est un type de poterie japonaise traditionnellement originaire de la ville de Kyoto. Elle est donc également connu sous le nom de céramique de Kyoto.

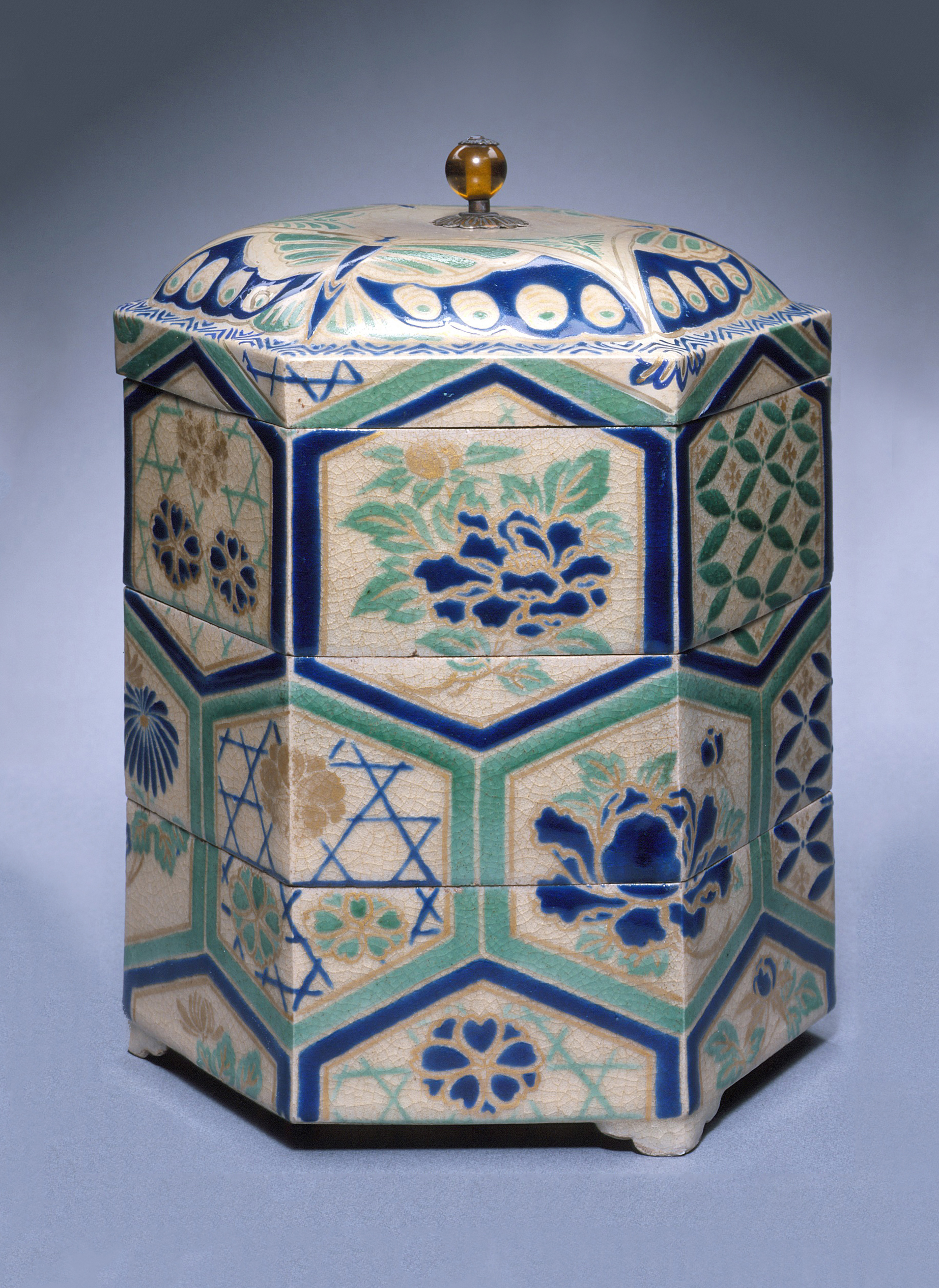
Boîte à bentō en céramique Kyō, XVIIIe siècle.

## Histoire
L'invention de la céramique Kyō remonte à la fin du Ve siècle. Cependant, c'est au XVIIe siècle que la céramique Kyō développe son style unique. C'est notamment le potier Nonomura Ninsei qui sera précurseur de ce style avec son four installé en face du Ninna-ji.
À l'époque, la production de porcelaine fine n'était pas idéale dans la région du Kansai. L'argile de la région se prêtait mal à ce type de production. Les potiers de Kyoto ont donc dû se concentrer sur des céramiques de formes élégantes et ainsi innover en termes d'originalité.
La céramique Kyō et la cérémonie du thé japonaise ont une relation étroite. L'utilisation de cette céramique au lieu de la faïence est devenue plus populaire. Au XVIIIe siècle, on assiste un essor des potiers à Kyoto, principalement concentrés dans le quartier Gojōzaka, près de Kiyomizu-dera.
Aujourd'hui, le quartier de Gojōzaka perdure la tradition des céramiques Kyō. Le quartier possède toujours un grand marché de céramique avec environ 400 magasins, ce qui en fait l'un des plus importants du Japon. Chaque été s'y tient une grande foire de céramiques Kyō.

## Caractéristiques

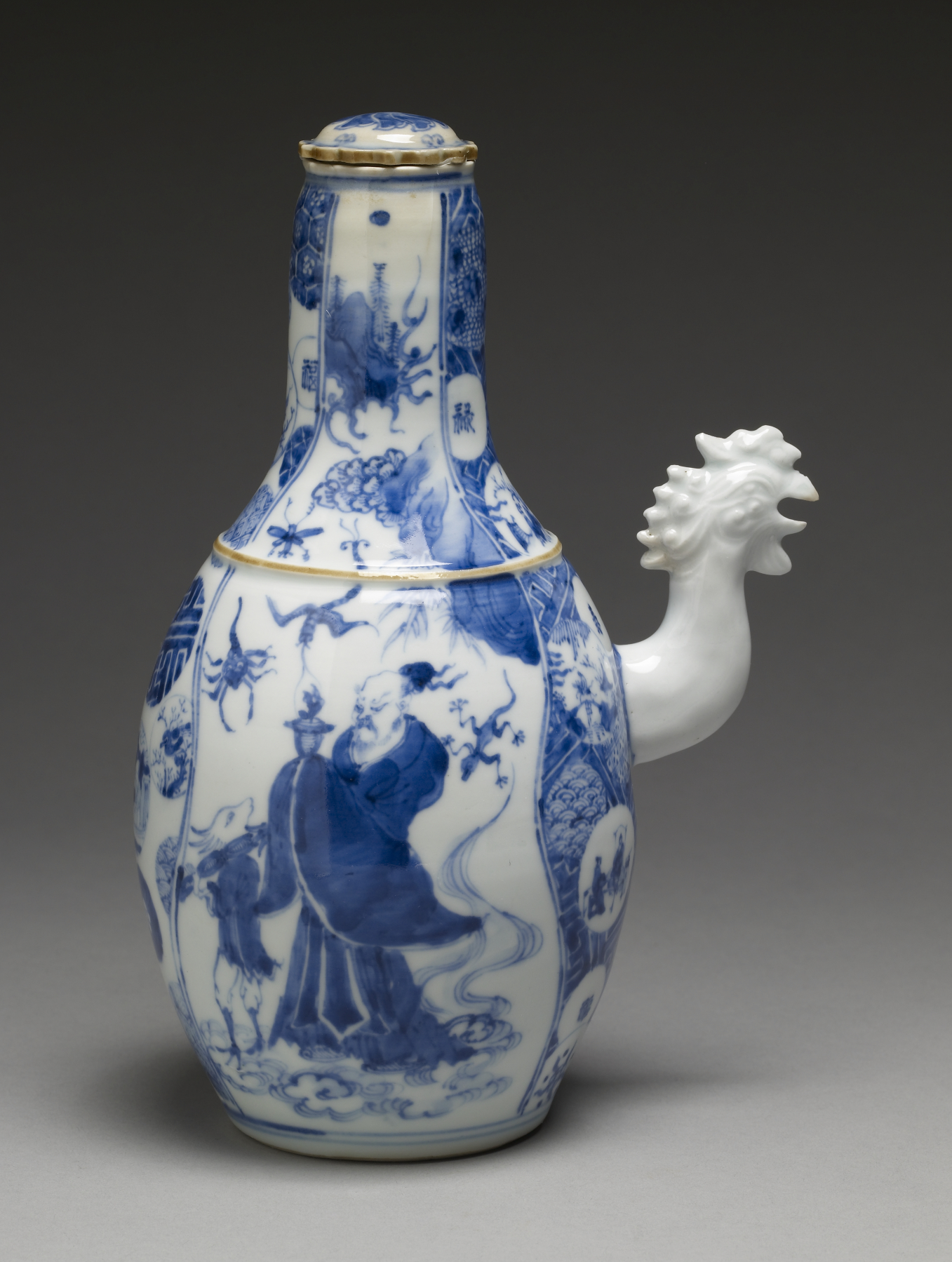
Théière Kyō, XIXe siècle.

La céramique Kyō est un terme générique qui regroupe une grande variété de styles de poterie produites à Kyoto. Toutefois, l'une des signatures stylistiques la plus répandues est celle des formes innovantes et de la coloration vive.
Les pigments contiennent de grandes quantités de verre. Les couleurs sont donc vives et semblent transparentes. La céramique Kyō n'utilise pas une large gamme de couleurs dans sa production. Les potiers misent plutôt sur un usage minimaliste des couleurs qui s'adapte aux fonctions du design. Les céramiques Kyō sont généralement cuites dans un four à basse température. Certaines céramiques Kyō peuvent également être très délicates, avec parfois un millimètre d'épaisseur. Ce procédé permet de rendre la céramique translucide à la lumière.